# Club Deportivo Mendi
El Club Deportivo Mendi es un club de fútbol de España de la localidad de Mendigorría en la Comunidad Foral de Navarra. Originalmente fundado en 1935 y refundado en 2002. Ha disputado 2 temporadas en Tercera división,en las temporadas 2008/09 y 2015/16.

## Historia
En 1935 un grupo de vecinos del pueblo fundó un club de fútbol con el nombre de Lagun Artea, una treintena de años después cambió la denominación por la actual de Club Deportivo Mendi. Durante sus años de vida, el club ha vivido mejores y peores momentos, e incluso su actividad quedó suspendida durante varias etapas, la última entre 1989 y el año 2000. En 2002 se produce la última refundación del club y en la temporada 2008/09 llega a jugar en Tercera División.

En el año 2015 consigue un nuevo ascenso a Tercera División después de ser campeón del Grupo II de Regional Preferente de Navarra.

## Datos del club
- Temporadas en Tercera División: 2

## Todas las temporadas
| Temporada | División   | Puesto |
| --------- | ---------- | ------ |
| 2002/03   | 1ª Reg.    | 8º     |
| 2003/04   | 1ª Reg.    | 3º     |
| 2004/05   | Reg. Pref. | 15º    |
| 2005/06   | 1ª Reg.    | 1º     |
| 2006/07   | Reg. Pref. | 7º     |
| 2007/08   | Reg. Pref. | 2º     |
| 2008/09   | 3ª         | 21º    |
| 2009/10   | Reg. Pref. | 6º     |
| 2010/11   | Reg. Pref. | 12º    |
| 2011/12   | Reg. Pref. | 5º     |
| 2012/13   | Reg. Pref. | 11º    |
| 2013/14   | Reg. Pref. | 2º     |
| 2014/15   | Autonómica | 1º     |
| 2015/16   | 3ª         | 20º    |
| 2016/17   | Autonómica | 13º    |
| 2017/18   | Autonómica | 10º    |
| 2018/19   | Autonómica | 6º     |
| 2019/20   | Autonómica | 13º    |
| 2020/21   | Autonómica | 3º     |
| 2021/22   | Autonómica | 6º     |
| 2022/23   | Autonómica | 9º     |

## Estadio
Disputa sus partidos como local en el campo de fútbol de El Pontarrón de hierba natural.

## Uniforme
Primera equipación: Camiseta Roja, Pantalón Azul Marino, Medias Azul Marino.

Segunda equipación: Camiseta Verde, Pantalón Negro, Medias Blancas